# Metropolis 2000 Tour
Metropolis 2000 Tour è stata una tournée mondiale del gruppo progressive metal, Dream Theater svoltasi nel 2000, in supporto all'album uscito l'anno precedente, Metropolis Pt. 2: Scenes from a Memory.

## Descrizione
Il tour è iniziato il 31 gennaio del 2000 a Phoenix e si è concluso a Londra il 21 ottobre del medesimo anno
La tournée è stata alquanto insolita per gli standard del gruppo, in quanto, ogni spettacolo è iniziato con una performance completa dell'intero album, cosa che la band non aveva mai fatto prima con nessuno dei loro album precedenti.
Il tour è iniziato con la prima tappa Nord Americana, il 31 gennaio 2000 fino al 10 marzo 2000 dove Il primo spettacolo è stato aperto dal chitarrista Gary Hoey, il secondo e il terzo sono stati aperti dagli Spock's Beard, e il resto della tappa Nord Americana è stata supportata dai Dixie Dregs.
L'8 luglio 2000 è stata l'unica data dove i Dream Theater hanno fatto da gruppo spalla per gli Iron Maiden a Mannheim, in Germania, dopodiché si sono esibiti al Bospop Festival assieme a, Joe Satriani, Spock's Beard, Flower Kings, Steve Lukather ed Edgar Winter Vanden Plas, a Weert nei Paesi Bassi, il 9 luglio 2000.
Il tour è culminato con lo spettacolo al Roseland Ballroom di New York il 30 agosto 2000, ultimo della seconda tappa Nord Americana, dal quale è stato tratto il DVD, Metropolis 2000: Scenes from New York, che è stato certificato oro negli Stati Uniti l'8 novembre 2002. La band ha anche pubblicato l'intero show sul CD live Live Scenes from New York.

## Tipica scaletta

### Prima Tappa Nord Americana
1. Laura Palmer's Theme (intro tape)
2. Regression
3. Overture 1928
4. Strange Deja Vu
5. Through My Words
6. Fatal Tragedy
7. Beyond This Life
8. Assolo di chitarra di John Petrucci – Through Her Eyes *Home
9. The Dance of Eternity con l'assolo di tastiera di Jordan Rudess
10. One Last Time
11. The Spirit Carries On
12. Finally Free
13. ---------encore---------
14. Peruvian Skies
15. Paradigm Shift
16. When Images And Words Unite Medley: 
  1. Pull Me Under
  2. Under a Glass Moon
  3. A Fortune in Lies
  4. Only a Matter of Time
  5. Take the Time
17. Regression Fanfare (outro tape)

### Prima Tappa Europea
1. Laura Palmer's Theme (intro tape)
2. Regression
3. Overture 1928
4. Strange Deja Vu
5. Through My Words
6. Fatal Tragedy
7. Beyond This Life
8. Assolo di chitarra di John Petrucci – Through Her Eyes
9. Home
10. The Dance of Eternity con l'assolo di tastiera di Jordan Rudess
11. One Last Time
12. The Spirit Carries On
13. Finally Free
14. ----------encore----------
15. Falling Into a Change of Awake Medley: ##Puppies on Acid
  1. Innocence
  2. Just Let Me Breathe
  3. Acid Rain
  4. Caught in a New Millennium
16. When Images And Words Unite Medley: 
  1. Pull Me Under
  2. Under a Glass Moon
  3. A Fortune in Lies
  4. Only a Matter of Time
  5. Take the Time
17. Regression Fanfare (outro tape)

### Tappa Asiatica
1. Regression
2. Overture 1928
3. Strange Deja Vu
4. Through My Words
5. Fatal Tragedy
6. Beyond This Life
7. Assolo di chitarra di John Petrucci – Through Her Eyes
8. Home
9. The Dance of Eternity con l'assolo di tastiera di   Jordan Rudess
10. One Last Time
11. The Spirit Carries On
12. Finally Free
13. ----------encore----------
14. Peruvian Skies
15. Erotomania
16. Paradigm Shift
17. When Images And Words Unite Medley: 
  1. Pull Me Under
  2. Under a Glass Moon
  3. A Fortune in Lies
  4. Only a Matter of Time
  5. Take the Time

### Seconda Tappa Europea
1. Regression
2. Overture 1928
3. Strange Deja Vu
4. Through My Words
5. Fatal Tragedy
6. Beyond This Life
7. Through Her Eyes
8. Home
9. The Dance of Eternity
10. One Last Time
11. The Spirit Carries On
12. Finally Free
13. The Mirror
14. Just Let Me Breathe
15. Acid Rain
16. Caught in Alice's New Nine-Inch Millennium Tool Garden Medley
17. ----------encore----------
18. Pull Me Under o Metropolis Pt.1

### Seconda e Terza tappa Nord Americana
1. Laura Palmer's Theme (intro tape)
2. Metropolis Pt. 1: The Miracle and the Sleeper
3. Overture 1928
4. Strange Deja Vu
5. Fatal Tragedy
6. The Mirror/The Mirror Reprise
7. Just Let Me Breathe
8. Acid Rain
9. Caught in a New Millennium
10. Another Day
11. Assolo di chitarra di John Petrucci – Gladiator Theme
12. Home
13. Assolo di tastiera Jordan Rudess
14. Erotomania
15. Voices
16. The Spirit Carries On
17. Learning To Live
18. ----------encore----------
19. A Change of Seasons
  1. The Crimson Sunrise
  2. Innocence
  3. Carpe Diem
  4. The Darkest of Winters con assoli nuovi
  5. Another World
  6. The Inevitable Summer
  7. The Crimson Sunset

## Date e tappe
| Data                                              | Città                      | Paese                      | Sede                                        |
| Prima tappa Nord Americana                        | Prima tappa Nord Americana | Prima tappa Nord Americana | Prima tappa Nord Americana                  |
| ------------------------------------------------- | -------------------------- | -------------------------- | ------------------------------------------- |
| 31 gennaio 2000                                   | Phoenix                    | Stati Uniti                | Celebrity Theater                           |
| 1 febbraio 2000                                   | Las Vegas                  | Stati Uniti                | The Joint                                   |
| 2 febbraio 2000                                   | Santa Ana                  | Stati Uniti                | Galaxy Theater                              |
| 4 febbraio 2000                                   | Los Angeles                | Stati Uniti                | Palace Theater                              |
| 5 febbraio 2000                                   | Los Angeles                | Stati Uniti                | Palace Theater                              |
| 6 febbraio 2000                                   | San Francisco              | Stati Uniti                | Maritime Hall                               |
| 8 febbraio 2000                                   | Salt Lake City             | Stati Uniti                | Kingsbury Hall                              |
| 9 febbraio 2000                                   | Denver                     | Stati Uniti                | Fillmore Auditorium                         |
| 11 febbraio 2000                                  | Minneapolis                | Stati Uniti                | Teatro di Stato                             |
| 12 febbraio 2000                                  | Milwaukee                  | Stati Uniti                | The Rave                                    |
| 13 febbraio 2000                                  | Chicago                    | Stati Uniti                | Riviera                                     |
| 14 febbraio 2000                                  | St. Louis                  | Stati Uniti                | Mississippi Nights                          |
| 15 febbraio 2000                                  | Cincinnati                 | Stati Uniti                | Bogart's                                    |
| 19 febbraio 2000                                  | Pittsburgh                 | Stati Uniti                | Metropoli                                   |
| 23 febbraio 2000                                  | New Haven                  | Stati Uniti                | Toad's Place                                |
| 25 febbraio 2000                                  | Filadelfia                 | Stati Uniti                | Electric Factory                            |
| 26 febbraio 2000                                  | New York                   | Stati Uniti                | Roseland Ballroom                           |
| 27 febbraio 2000                                  | Boston                     | Stati Uniti                | The Roxy                                    |
| 28 febbraio 2000                                  | Baltimora                  | Stati Uniti                | Bohager's Bo Dome                           |
| 1 marzo 2000                                      | Atlanta                    | Stati Uniti                | The Tabernacle                              |
| 3 marzo 2000                                      | Orlando                    | Stati Uniti                | House of Blues                              |
| 4 marzo 2000                                      | Pompano Beach              | Stati Uniti                | Pompano Beach Ampitheater                   |
| 5 marzo 2000                                      | Tampa                      | Stati Uniti                | Frankie's Patio                             |
| 7 marzo 2000                                      | Jacksonville               | Stati Uniti                | Club 5                                      |
| 8 marzo 2000                                      | New Orleans                | Stati Uniti                | House of Blues                              |
| 10 marzo 2000                                     | Dallas                     | Stati Uniti                | The Canyon Club                             |
| Prima tappa europea Supportata da: Spock's Beard  |                            |                            |                                             |
| 24 marzo 2000                                     | Helsinki                   | Finlandia                  | Jäähalli                                    |
| 26 marzo 2000                                     | Stoccolma.                 | Svezia                     | Solnahallen                                 |
| 27 marzo 2000                                     | Oslo                       | Norvegia                   | Rockefeller Music Hall                      |
| 28 marzo 2000                                     | Oslo                       | Norvegia                   | Rockefeller Music Hall                      |
| 30 marzo 2000                                     | Copenaghen                 | Danimarca                  | Vega                                        |
| 31 marzo 2000                                     | Berlino                    | Germania                   | Columbiahalle                               |
| 1 aprile 2000                                     | Offenbach am Main          | Germania                   | Stadthalle Offenbach                        |
| 3 aprile 2000                                     | Manchester                 | Inghilterra                | Accademia di Manchester                     |
| 4 aprile 2000                                     | Londra                     | Inghilterra                | Shepherd's Bush Empire                      |
| 5 aprile 2000                                     | Nottingham                 | Inghilterra                | Rock City                                   |
| 7 aprile 2000                                     | Parigi                     | Francia                    | Zénith de Paris                             |
| 8 aprile 2000                                     | Düsseldorf                 | Germania                   | Phillipshalle                               |
| 11 aprile 2000                                    | Roma                       | Italia                     | Palaghiaccio di Marino                      |
| 12 aprile 2000                                    | Firenze                    | Italia                     | Palasport                                   |
| 13 aprile 2000                                    | Torino                     | Italia                     | Palastampa                                  |
| 15 aprile 2000                                    | Barcellona                 | Spagna                     | Zeleste                                     |
| 16 aprile 2000                                    | San Sebastián              | Spagna                     | Polideportivo Anoeta                        |
| 18 aprile 2000                                    | Madrid                     | Spagna                     | La Riviera                                  |
| 19 aprile 2000                                    | Porto                      | Portogallo                 | Coliseu do Porto                            |
| 20 aprile 2000                                    | Lisbona                    | Portogallo                 | Aula Magna                                  |
| Tappa Asiatica                                    |                            |                            |                                             |
| 6 maggio 2000                                     | Seul                       | Corea del Sud              | Centro Tennis del Parco Olimpico di Seoul   |
| 8 maggio 2000                                     | Nagoya                     | Giappone                   | Diamond Hall                                |
| 10 maggio 2000                                    | Fukuoka                    | Giappone                   | Drum Logos                                  |
| 11 maggio 2000                                    | Osaka                      | Giappone                   | Sala Koseinenkin                            |
| 12 maggio 2000                                    | Tokyo                      | Giappone                   | Sala pubblica di Shibuya                    |
| 14 maggio 2000                                    | Yokohama                   | Giappone                   | Yokohama Bay Hall                           |
| 15 maggio 2000                                    | Tokyo                      | Giappone                   | Sala pubblica di Shibuya                    |
| 16 maggio 2000                                    | Tokyo                      | Giappone                   | Sala pubblica di Shibuya                    |
| 20 maggio 2000                                    | Taipei                     | Taiwan                     | Sun Yat-sen Memorial Hall                   |
| Seconda tappa Europea                             |                            |                            |                                             |
| 8 luglio 2000                                     | Mannheim                   | Germania                   | Maimarktgelände                             |
| 9 luglio 2000                                     | Weert                      | Paesi Bassi                | Bospop                                      |
| 9 luglio 2000                                     | Essen                      | Germania                   | König Pilsener Arena (Annullato)            |
| 12 luglio 2000                                    | Amburgo                    | Germania                   | Stadtpark all'aria aperta                   |
| 14 luglio 2000                                    | Atene                      | Grecia                     | Provinssirock                               |
| 15 luglio 2000                                    | Milano                     | Italia                     | Idroscalo                                   |
| 16 luglio 2000                                    | Roma                       | Italia                     | Ippodromo di Tor di Valle                   |
| 18 luglio 2000                                    | Lubiana                    | Slovenia                   | Križanke                                    |
| 19 luglio 2000                                    | Budapest                   | Ungheria                   | Petőfi Csarnok                              |
| 20 luglio 2000                                    | Zlín                       | Repubblica Ceca            | Palazzetto dello sport di Novesta           |
| 23 luglio 2000                                    | Oviedo                     | Spagna                     | Doctor Music Festival                       |
| Seconda tappa Nord Americana                      |                            |                            |                                             |
| 4 agosto 2000                                     | Filadelfia                 | Stati Uniti                | Electric Factory                            |
| 5 agosto 2000                                     | Washington                 | Stati Uniti                | 9:30 Club                                   |
| 7 agosto 2000                                     | Cincinnati                 | Stati Uniti                | Bogart                                      |
| 9 agosto 2000                                     | Detroit                    | Stati Uniti                | Phoenix Plaza                               |
| 10 agosto 2000                                    | Chicago                    | Stati Uniti                | Teatro Riviera                              |
| 11 agosto 2000                                    | Milwaukee                  | Stati Uniti                | Riverside Theater                           |
| 12 agosto 2000                                    | Minneapolis                | Stati Uniti                | La ricerca                                  |
| 14 agosto 2000                                    | Denver                     | Stati Uniti                | Fillmore Auditorium                         |
| 16 agosto 2000                                    | San Francisco              | Stati Uniti                | Marittim Hall                               |
| 18 agosto 2000                                    | San Diego                  | Stati Uniti                | 4th and B                                   |
| 19 agosto 2000                                    | Phoenix                    | Stati Uniti                | Web Theater                                 |
| 20 agosto 2000                                    | Los Angeles                | Stati Uniti                | House of Blues                              |
| 21 agosto 2000                                    | Los Angeles                | Stati Uniti                | House of Blues                              |
| 23 agosto 2000                                    | Houston                    | Stati Uniti                | Aerial Theater                              |
| 24 agosto 2000                                    | Dallas                     | Stati Uniti                | Bronco Bowl                                 |
| 25 agosto 2000                                    | New Orleans                | Stati Uniti                | House of Blues                              |
| 27 agosto 2000                                    | Città del Messico          | Messico                    | Auditorio Nacional                          |
| 29 agosto 2000                                    | Wallingford                | Stati Uniti                | Oakdale Theater                             |
| 30 agosto 2000                                    | New York                   | Stati Uniti                | Roseland Ballroom                           |
| Terza tappa Europea Supportata da: Porcupine Tree |                            |                            |                                             |
| 2 ottobre 2000                                    | Lilla                      | Francia                    | Le Splendid                                 |
| 4 ottobre 2000                                    | Colombes                   | Francia                    | Salle De Spectacles De La Ville De Colombes |
| 5 ottobre 2000                                    | Clermont-Ferrand           | Francia                    | La Cooperative De Mai Clermont              |
| 6 ottobre 2000                                    | Mulhouse                   | Francia                    | Le Phoenix                                  |
| 7 ottobre 2000                                    | Stoccarda                  | Germania                   | Filharmonie, Filderstadt                    |
| 9 ottobre 2000                                    | Bydgoszcz                  | Polonia                    | Sala Astoria                                |
| 10 ottobre 2000                                   | Cracovia                   | Polonia                    | Wisla Hall                                  |
| 11 ottobre 2000                                   | Praga                      | Repubblica Ceca            | Sky Club, Brumlovka                         |
| 13 ottobre 2000                                   | Treviri                    | Germania                   | Messeparkhalle                              |
| 14 ottobre 2000                                   | 's-Hertogenbosch           | Paesi Bassi                | Maaspoort                                   |
| 16 ottobre 2000                                   | Bristol                    | Inghilterra                | Colston Hall                                |
| 17 ottobre 2000                                   | Sheffield                  | Inghilterra                | Octagon Centre                              |
| 18 ottobre 2000                                   | Glasgow                    | Scozia                     | The Garage                                  |
| 20 ottobre 2000                                   | Norwich                    | Inghilterra                | University of East Anglia                   |
| 21 ottobre 2000                                   | Londra                     | Inghilterra                | Hammersmith Apollo                          |

## Formazione
- James LaBrie - voce
- John Petrucci - chitarra, cori
- John Myung - basso
- Mike Portnoy - batteria, cori
- Jordan Rudess - tastiera